# Grounia Soukhareva
Pour les articles homonymes, voir Soukhareva.
Grounia Iefimovna Soukhareva (russe : Груня Ефимовна Сухарева), née le 11 novembre 1891 à Kiev et morte le 26 avril 1981 à Moscou est une pédopsychiatre et professeur d'université russe d'origine ukrainienne.
Soukhareva est une pionnière de la psychiatrie en Russie et en Ukraine, notamment une pionnière de l'exploration des spécificités de la psychiatrie infantile.
Elle est connue pour avoir décrit, dès 1925 les tendances autistiques de six jeunes garçons, ainsi que cinq jeunes filles âgés de 10 à 14 ans qu'elle suivait, tendances maintenant définies comme étant le syndrome d'Asperger. Elle a publié sa description 18 ans avant celle de Kanner (1943), elle-même suivie par celle d’Asperger qui a utilisé la même bibliographie que Grogna Soukhareva dans son article.

## Biographie
À partir de 1917, elle travaille comme psychiatre à l'hôpital de Kiev et à la clinique de santé mentale de l'Institut des enfants et des adolescents. En 1921, elle s'installe à Moscou où elle organise des services de santé mentale, avant d'être nommée en 1933 comme professeure à Kharkov. En 1938, elle retourne à Moscou où elle crée puis dirige le département de pédopsychiatrie. Elle enseigne à l'Institut central pour l'éducation médicale post-doctorale pendant plus de 30 ans.

## Travaux de recherche
En 1925, elle a décrit onze enfants dont la personnalité est caractérisée par elle sous le terme « psychopathie schizoïde » (parfois traduit par trouble de la personnalité schizoïde), montrant de grandes similitudes avec ce qui sera nommé plus tard « syndrome d'Asperger », au point que ce texte est proposé comme en étant la première description par Sula Wolff, et que d'autres spécialistes tendent à confirmer,,.
Ce papier est pourtant en amont de la carrière de Soukhareva qui a, entre autres, développé une conception évolutionniste et biologique de la maladie mentale. Elle propose une nosographie des troubles mentaux pour l'enfant dans son article  « Le problème de la classification du retard mental » publié en 1972. En 2009, des chercheurs considèrent que cette classification devrait à quelques amendements près proposés en 1974, servir de base à une future classification internationale. Elle relie le facteur de l'âge et de l'intensité d'origine avec l'impact sur le développement.

## Publications
- 1926 : « Les psychopathies schizoïdes dans l'enfance »[9].
- 1937 : « Clinique de la schizophrénie chez les enfants et les adolescents », en russe : «Клиника шизофрении у детей и подростков».
- 1940, 1955, 1959 et 1965 : « Clinique de psychiatrie de l'enfance », en russe : «Клинические лекции по психиатрии детского возраста».
- 1974 : « Conférences sur la psychiatrie de l'enfance » (certains chapitres), en russe : «Лекции по психиатрии детского возраста (избранные главы)».

## Livres
- Conférence sur la psychiatrie de l'enfance : Sélection de textes, en russe : Лекция по психиатрии детского возраста : Избр) [2e éd.] Nikouline MA, 1998.
- 2022 : « Les enfants autistes - Grunya Efimovna Sukhareva » (traduction des écrits de 1926 et 1927 en français)[10].